# Chlorerythra rubriplaga
Chlorerythra rubriplaga är en fjärilsart som beskrevs av W. Warren 1895. Chlorerythra rubriplaga ingår i släktet Chlorerythra och familjen mätare. Inga underarter finns listade i Catalogue of Life.